# Eosinophiles kationisches Protein
Das Eosinophile kationische Protein (engl. eosinophil cationic protein, ECP) ist ein vom menschlichen Körper produziertes Antibiotikum und Anthelminthicum. Es wird selektiv in eosinophilen Granulozyten synthetisiert. Es ist neben EDN eines der Hauptkomponenten der eosinophien Granula. Bei beiden Proteinen handelt es sich um Ribonukleasen der Superfamilie RNase A. Ähnliche RNAsen sind in allen Wirbeltieren anzutreffen. 

## Wirkung
ECP wird im Rahmen von Entzündungsreaktionen von den eosinophilen Granulozyten in das umgebende Gewebe sezerniert und wirkt lokal zytotoxisch, unter anderem auf verschiedene Bakterien und Parasiten, aber auch auf körpereigene Zellen, z. B. auf das Epithel in den Atemwegen. 

## Medizinische Bedeutung
Die Eosinophilen Granulozyten spielen eine bedeutende Rolle bei der Pathogenese des Asthma bronchiale. Es besteht eine enge Korrelation zwischen Anzahl der Eosinophilen und der ECP-Konzentration. Da auch eine Korrelation zwischen der ECP-Konzentration im Blut und dem Ausmaß des Asthmaschweregrads besteht, kann dieser Parameter z. B. einen Beitrag zur Verlaufskontrolle einer Asthmatherapie leisten.